# Гавиа

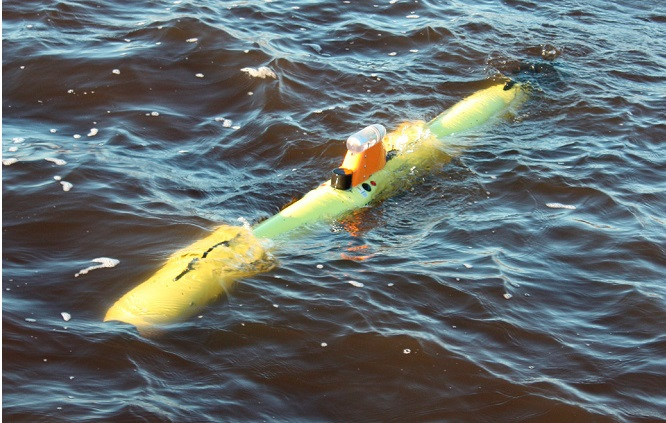
Gavia AUV

АНПА «GAVIA» (Гавиа) — автономный необитаемый подводный аппарат (англ. autonomous underwater vehicle — AUV), созданный исландской фирмой Hafmynd. Gavia AUV был первоначально изобретён в 1997, когда программа Gavia была запущена вместе с университетом Исландии. Первые продажи транспортного средства Gavia произошли в 2000 с внутренними клиентами в Исландии. В 2007 Hafmynd получил престижную исландскую Премию Новшества от исландского Центра Исследования (Rannís) и Торгового Совета Исландии. Hafmynd предоставляет решения под ключ клиентов, предпринимающих множество задач для военных, коммерческих и научных целей. Gavia AUV может нести множество датчиков и таможенных модулей полезного груза, которые делают его идеально подходящим для любого исследования, контроля или наблюдения. Его модульная конструкция учитывает быстрое изменение датчика и замену батареи. Teledyne Gavia — единственный владелец дизайна Gavia и IP прав, управляет развитием, производством и маркетингом системы Gavia.
Основные преимущества аппарата Gavia: высокие показатели маневренности, независимость от носителя, производство работ на больших глубинах, эксплуатационная простота, увеличенные характеристики производительности.

## Особенности АНПА

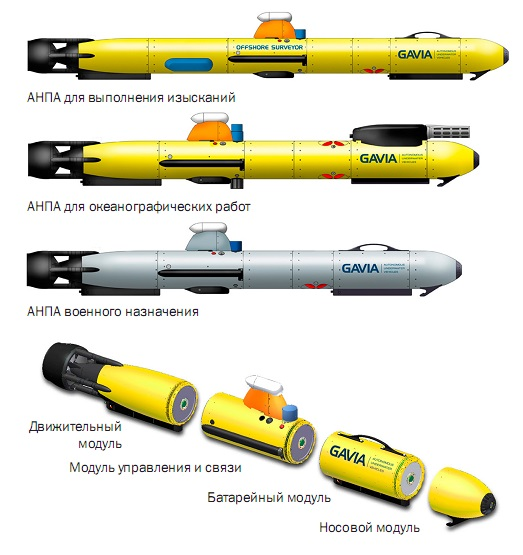
Device modules

- Отсутствие функциональной зависимости от судна обеспечения
- Высокая скорость ПА при поиске
- Большая зона покрытия
- Широкий диапазон глубин погружения
- Точность определения координат цели
- Точность удержания своего места в районе дислокации.
- Подводная автономность аппарата
- Скрытность (физические поля)
- Универсальность при выполнении широкого круга задач.
- Сбор данных в непосредственной близости к объекту.

## Сферы применения
- Поисковые и спасательные операции
- Освещение подводной обстановки
- Разведка
- Использование в качестве средства доставки
- Проведение операций по разминированию. Добывающие отрасли промышленности
- Геодезическая съемка рельефа морского дна
- Подледные исследования
- Геологическая разведка на шельфе и в глубоководных районах океана
- Осмотр и обследование подводных конструкций установок газо- и нефтедобычи, газо- и нефтепроводов, кабельных трасс. Исследование и экомониторинг Океана
- Оперативный и долговременный мониторинг водной среды
- Измерение гидробиологических, гидрохимических и гидрофизических параметров среды с последующим картографированием данных
- Исследования топографии морского дна и биосферы на мелководье, глубинах до 2000 м, в условиях подледной работы

## Модульность конструкции АНПА
- Быстрая установка новых модулей
- Смена модулей в полевых условиях
- Установка модулей в зависимости от поставленных задач

## Тактико-технические характеристики
- Длина: от 1.8 м (Базовая конфигурация)
- Вес в воздухе: 49 кг — 79 кг
- Диаметр: 200 мм
- Рабочая глубина 500 м или 1000м
- Макс. скорость 5.5+ узлов
- Автономность зависит от скорости и используемого дополнительного оборудования
- В среднем: 6 часов при 3 узлах с одним батарейным модулем
- Автономность может быть увеличена за счет установки второго батарейного модуля или быстрой его замены в полевых условиях

## Средства связи с АНПА
- Беспроводная локальная вычислительная сеть (Wi-Fi IEEE 802.11g) дальность действия — 300м (оптимальная дальность — 150 м)
- Спутниковая связь: Iridium
- Гидроакустическая система связи: отслеживание координат АНПА, получения статусных сообщений системы дальность действия — 1200 м
- Извлечение данных: проводная локальная вычислительная сеть (Ethernet) или беспроводная локальная вычислительная сеть (Wi-Fi)

## Навигационный комплекс АНПА
- DGPS приемник с приемом поправок WAAS / EGNOS
- 3-осевой индукционный компас, датчик ориентации с углом охвата 360°, датчики ускорений
- ИНС с доплеровским лагом
- Гидроакустическая навигационная система

## Порядок выполнения работ
- Планирование миссии
- Запуск АНПА, проверка систем, загрузка миссии в бортовой компьютер
- Спуск АНПА, подача команды на выполнение
- Наблюдение за выполнением миссии
- Окончание миссии в точке финиша, подъём АНПА на борт
- Извлечение и анализ полученных данных